# Рембув (Мазовецьке воєводство)
Рембув (пол. Rębów) — село в Польщі, у гміні Гостинін Ґостинінського повіту Мазовецького воєводства.
Населення — 179 осіб (2011).
У 1975-1998 роках село належало до Плоцького воєводства.

## Демографія
Демографічна структура станом на 31 березня 2011 року:
|          | Загалом | Допрацездатний вік | Працездатний вік | Постпрацездатний вік |
| -------- | ------- | ------------------ | ---------------- | -------------------- |
| Чоловіки | 96      | 29                 | 56               | 11                   |
| Жінки    | 83      | 18                 | 48               | 17                   |
| Разом    | 179     | 47                 | 104              | 28                   |